# Agrigento
Agrigento (grekiska Akragas, latin Agrigentum eller Acragas, fram till 1927 Girgenti) är en stad och kommun på Siciliens sydkust. Staden, som har  59 329 invånare (2017), är huvudort i kommunala konsortiet Agrigento, innan 2015 provinsen Agrigento, i sydvästra Italien. 1997 togs fornminnesområdet i Agrigento upp på Unescos världsarvslista.

## Historia
Agrigento, som grundades av greker från Gela som Akragas i början på ca 581 f. Kr, var en stad av betydelse under antiken. Staden erövrades av Rom 210 f. Kr.
570-554 f. Kr. regerade här tyrannen Phalaris, och en höjdpunkt nåddes 480, då Theron i allians med Syrakusa besegrade Karthago i slaget vid Himera. 470 f. Kr. övergick staden till demokrati. Staden plundrades av Karthago 406 f. Kr. År 210 f. Kr. tillföll staden slutgiltigt Rom. 828 ockuperades staden av araberna och 1087 erövrade normanderna Sicilen och därmed också Agrigento.

## Arkitektur
Platsen för den antika staden är rik på  lämningar från den grekiska tiden. En mur med rester av åtta portar samt sju doriska tempel finns bevarade. De två templen som felaktigt tillskrivits Hera och Concordia är bäst bevarade. Concordiatemplet omvandlades till kyrka 597 e. Kr. Zeustemplet var en av de största och mest ursprungliga av de doriska byggnaderna. Dess ruiner förstördes på 1700-talet när hamnstaden Porto Empedocle anlades, och mycket litet återstår av templet. Demeter och Persefone-templet har anmärkningsvärda resterna av ålderdomliga kultbyggnader. Stadens katedral är från 1400-talet och kyrkorna Santo Spirito och Santa Maria dei Greci (som ligger ovanpå resterna av ett doriskt tempel) är från 1200-talet.

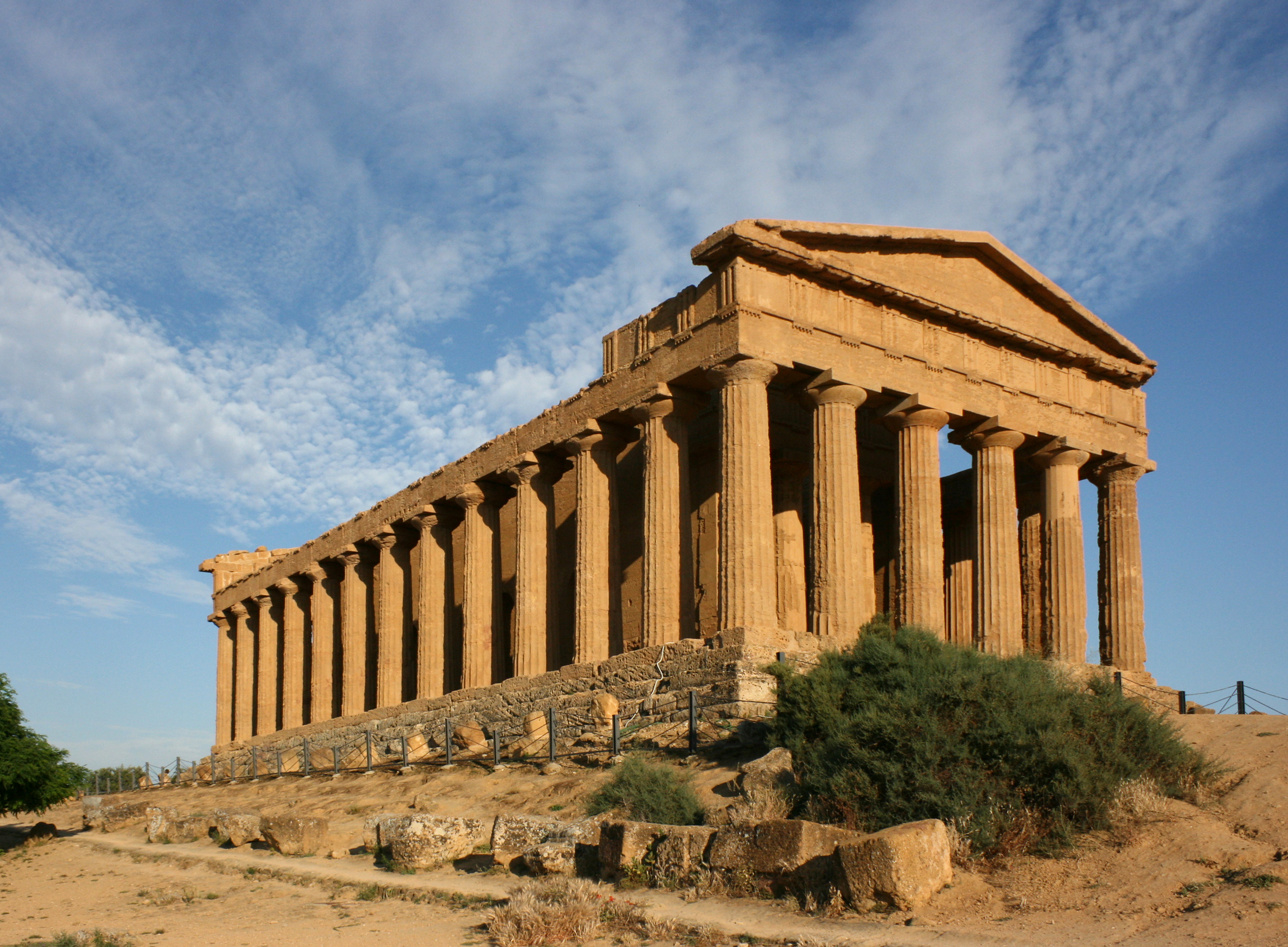
Concordiatemplet.
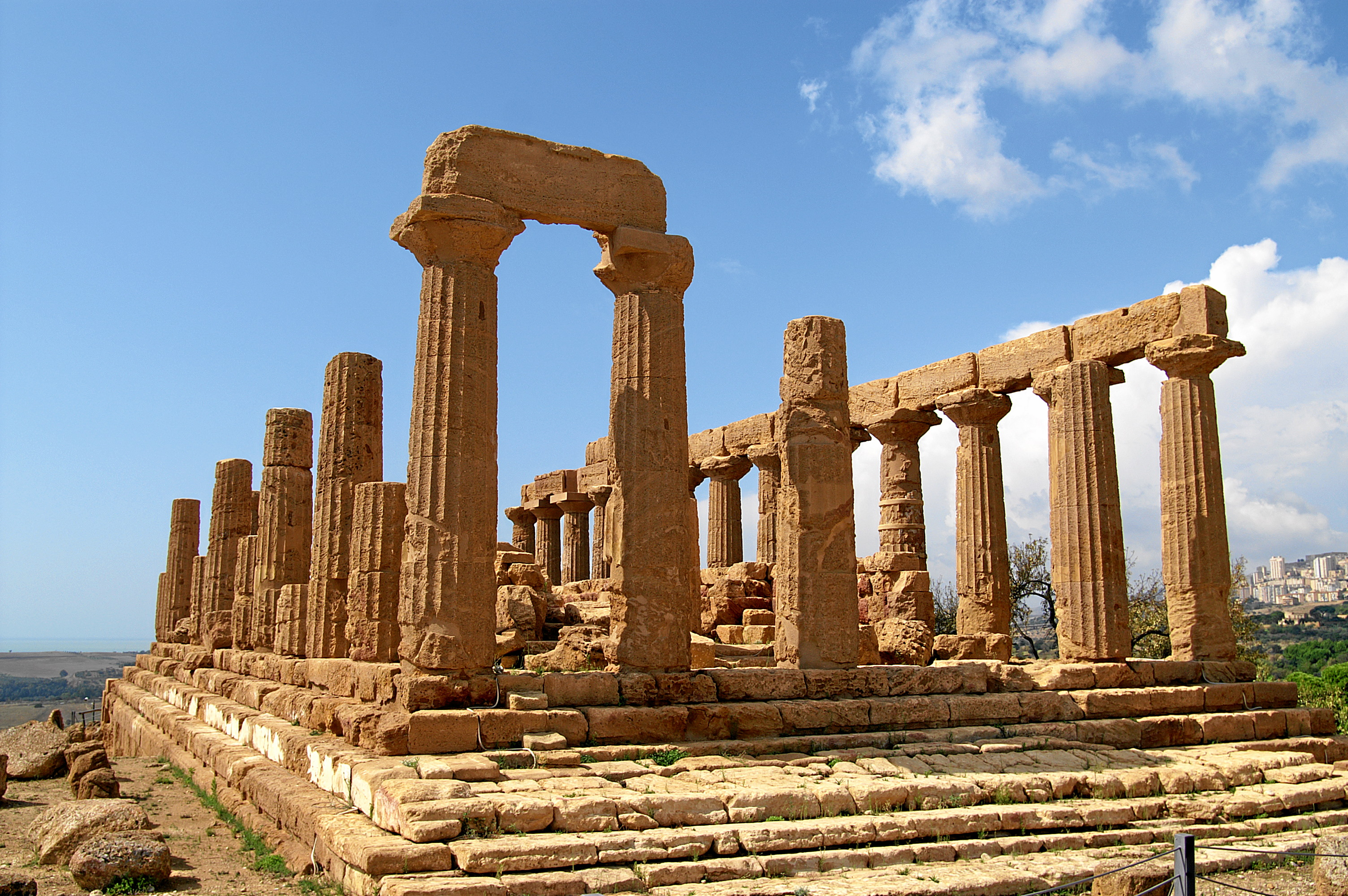
Heratemplet.
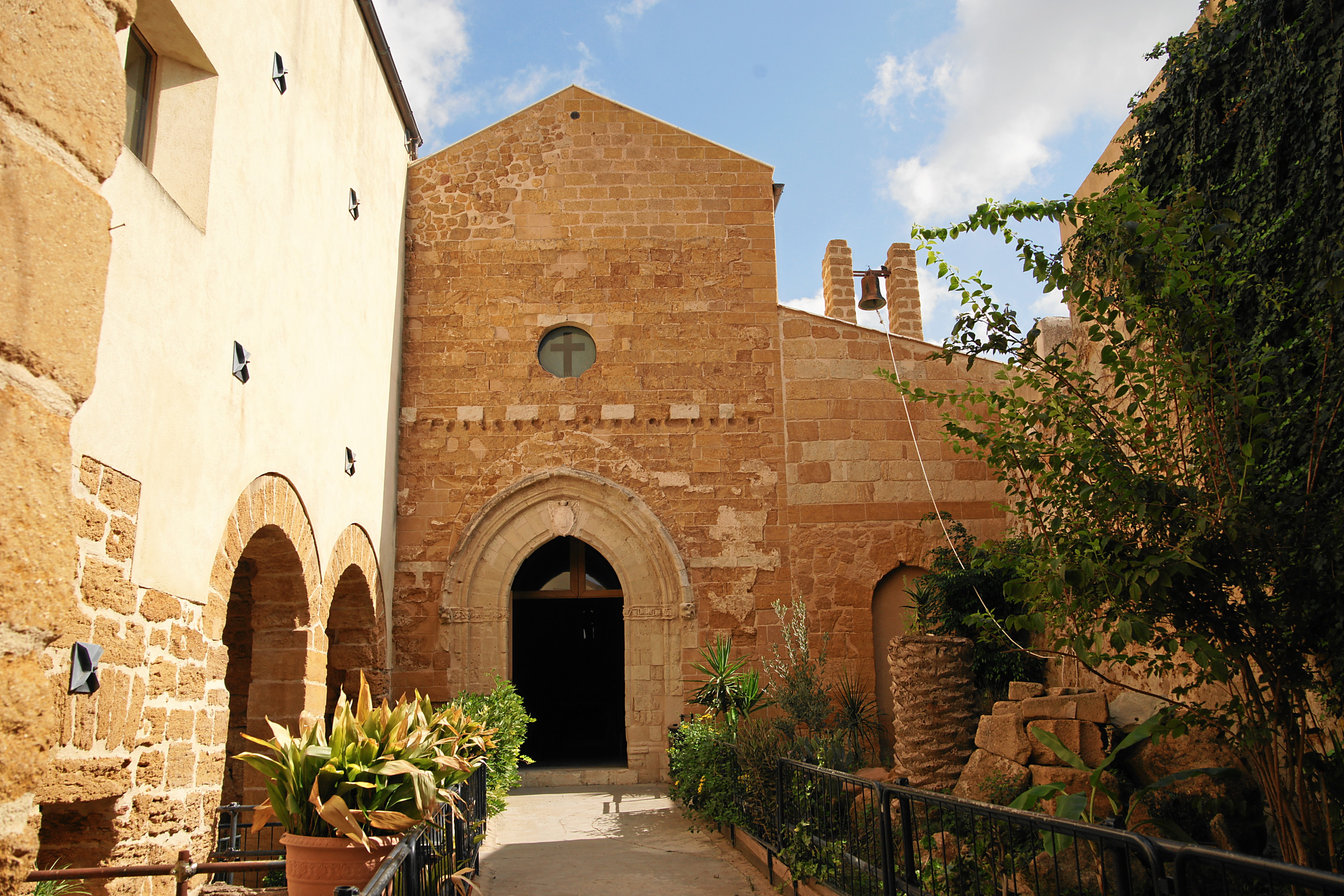
Santa Maria dei Greci.
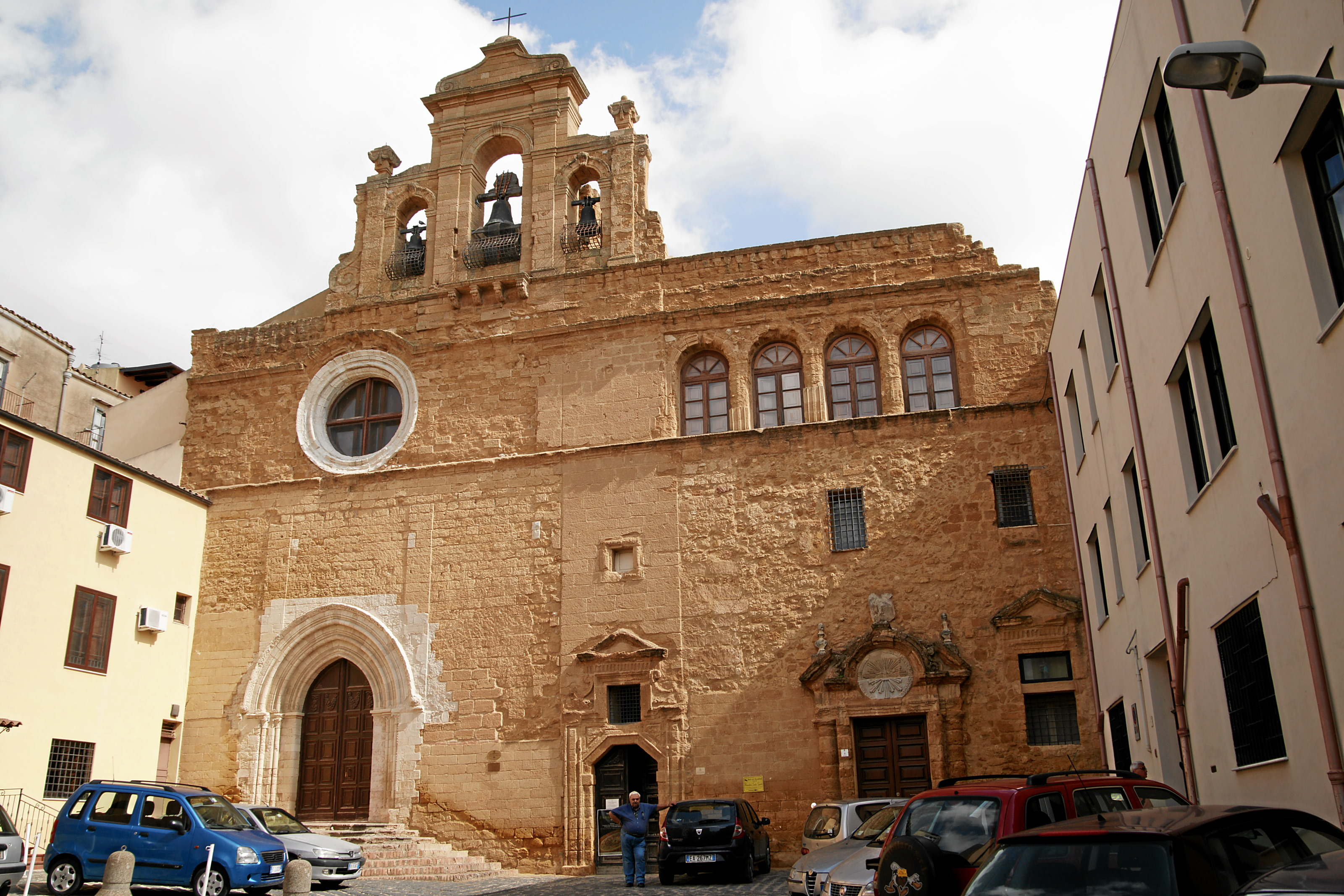
Santo Spirito.

## Ekonomi
Agrigento är en handels- och turistort med jordbruk samt utvinning av svavel och pottaska i området.  Porto Empedocle, som ligger 5 km från stadens centrum, tjänar som Agrigentos hamn.